# Washington Capitols 1948-1949
La stagione 1948-49 dei Washington Capitols fu la 3ª nella BAA per la franchigia.
I Washington Capitols furono spostati nuovamente nella Eastern Division e la vinsero con un record di 38-22. Nei play-off vinsero il primo turno con i Philadelphia Warriors (2-0), la finale di conference con i New York Knicks (2-1), perdendo la finale BAA con i Minneapolis Lakers (4-2).

## Classifica
| Squadra            | V  | P  | %    | GB |
| ------------------ | -- | -- | ---- | -- |
| Wash. Capitols     | 38 | 22 | 60,9 | -  |
| N.Y. Knicks        | 32 | 28 | 57,8 | 6  |
| Baltimore Bullets  | 29 | 31 | 45,3 | 9  |
| Philad. Warriors   | 28 | 32 | 35,5 | 10 |
| Boston Celtics     | 25 | 35 | 30,6 | 13 |
| Prov. Steamrollers | 12 | 48 | 17,7 | 26 |

## Roster
| \| Pos. \| Num. \| Naz. \| Nome \| Altezza \| Peso \| Data nascita \| Provenienza \| \| ---- \| ---- \| ---- \| ----------------- \| ------- \| ------ \| ------------ \| -------------------- \| \| G/AP \| 10 \| \| Feerick, Bob \| 191 cm \| 86 kg \| 02-01-1920 \| Santa Clara \| \| A/C \| 11 \| \| Hermsen, Kleggie \| 206 cm \| 102 kg \| 12-03-1923 \| Minnesota \| \| G \| 29 \| \| Hertzberg, Sonny \| 178 cm \| 79 kg \| 29-07-1922 \| CCNY \| \| G \| 23 \| \| Katkaveck, Leo \| 183 cm \| 84 kg \| 17-04-1923 \| North Carolina State \| \| A/C \| 17 \| \| McKinney, Bones \| 198 cm \| 84 kg \| 01-01-1919 \| North Carolina \| \| A/C \| 15 \| \| Nichols, Jack \| 201 cm \| 101 kg \| 09-04-1926 \| Washington \| \| A \| 16 \| \| Norlander, Johnny \| 191 cm \| 82 kg \| 03-03-1921 \| Hamline \| \| G/AP \| 13 \| \| O'Keefe, Dick \| 188 cm \| 84 kg \| 29-09-1923 \| Santa Clara \| \| G/AP \| 22 \| \| Schulz, Dick \| 188 cm \| 87 kg \| 03-01-1917 \| Wisconsin \| \| G \| 20 \| \| Scolari, Fred \| 178 cm \| 82 kg \| 01-03-1922 \| San Francisco \| \| A/C \| 15 \| \| Toomay, Jack \| 198 cm \| 98 kg \| 09-08-1922 \| Pacific \| \| G/AP \| 18 \| \| Zunic, Matt \| 191 cm \| 88 kg \| 19-12-1919 \| George Washington \| | Allenatore - Red Auerbach Legenda - (C) Capitano - (FA) Free agent - (S) Sospeso - (TW) Contratto Two-way - (GL) Assegnato a squadra G League affiliata - Infortunato Roster |                        |                   |         |        |              |                      |
| Pos. | Num. | Naz.                   | Nome              | Altezza | Peso   | Data nascita | Provenienza          |
| G/AP | 10 | Stati Uniti (bandiera) | Feerick, Bob      | 191 cm  | 86 kg  | 02-01-1920   | Santa Clara          |
| A/C | 11 | Stati Uniti (bandiera) | Hermsen, Kleggie  | 206 cm  | 102 kg | 12-03-1923   | Minnesota            |
| G | 29 | Stati Uniti (bandiera) | Hertzberg, Sonny  | 178 cm  | 79 kg  | 29-07-1922   | CCNY                 |
| G | 23 | Stati Uniti (bandiera) | Katkaveck, Leo    | 183 cm  | 84 kg  | 17-04-1923   | North Carolina State |
| A/C | 17 | Stati Uniti (bandiera) | McKinney, Bones   | 198 cm  | 84 kg  | 01-01-1919   | North Carolina       |
| A/C | 15 | Stati Uniti (bandiera) | Nichols, Jack     | 201 cm  | 101 kg | 09-04-1926   | Washington           |
| A | 16 | Stati Uniti (bandiera) | Norlander, Johnny | 191 cm  | 82 kg  | 03-03-1921   | Hamline              |
| G/AP | 13 | Stati Uniti (bandiera) | O'Keefe, Dick     | 188 cm  | 84 kg  | 29-09-1923   | Santa Clara          |
| G/AP | 22 | Stati Uniti (bandiera) | Schulz, Dick      | 188 cm  | 87 kg  | 03-01-1917   | Wisconsin            |
| G | 20 | Stati Uniti (bandiera) | Scolari, Fred     | 178 cm  | 82 kg  | 01-03-1922   | San Francisco        |
| A/C | 15 | Stati Uniti (bandiera) | Toomay, Jack      | 198 cm  | 98 kg  | 09-08-1922   | Pacific              |
| G/AP | 18 | Stati Uniti (bandiera) | Zunic, Matt       | 191 cm  | 88 kg  | 19-12-1919   | George Washington    |